# Artiguelouve
Artiguelouve é uma comuna francesa na região administrativa da Nova Aquitânia, no departamento dos Pirenéus Atlânticos. Estende-se por uma área de 10,69 km². Em 2010 a comuna tinha 1 710 habitantes (densidade: 160 hab./km²).